# Бушкрафт

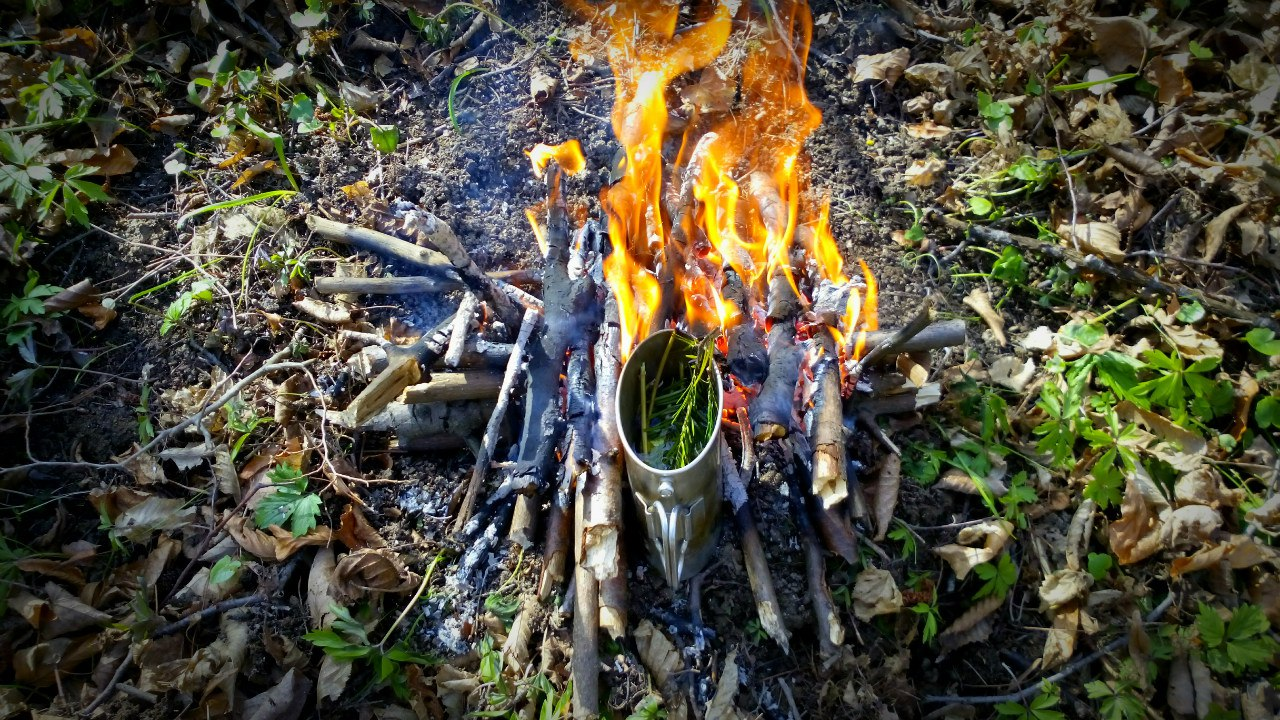
Приготування лісового чаю

Bushcraft (від голландського «bosch» (ліс) і англійського «craft» (навичка, вміння, мистецтво)) — мистецтво життя в лісі, у ширшому сенсі — взагалі в природі.
Термін спочатку застосовувався стосовно виживання в буші, пізніше поширився на інші англомовні країни й розширив область значень до виживання в будь-яких диких природних умовах. Слово було популярним в Австралії, Новій Зеландії та Південній Африці. У широкий ужиток увійшло завдяки телевізійним передачам Рея Мірса, присвяченим мистецтву виживання в дикій природі.[джерело?] У нас цей термін почав застосовуватися не так давно і дискусії про його точне значення йдуть і досі.
Дослівно «бушкрафт» перекладається, як лісова майстерність чи навичка. Саме це словосполучення ввів в обіг канадський інструктор з лісового туризму і виживання в екстремальних природних умовах Морс Коханський.[джерело?] Оскільки цей цікавий чоловік вже в 80-х роках був дуже популярним у себе на континенті, то термін був підхоплений спочатку північноамериканськими туристами, любителями природи, а потім вже поширився по всьому світу. Треба відзначити, що поняття «бушкрафт» — це не заняття або певний спосіб життя, це саме вчення, навички, які можуть стати у пригоді і для тих, хто всього на день виїжджає в ліс, і для тих, хто постійно живе в дикій природі (професійні мисливці, геологи, працівники лісового господарства тощо). Звичайно, самі ці навички з'явилися не зненацька, просто так, вони були і є практично у кожного народу свої. Отож, це просто — здатність, при мінімумі інструментів і зручностей прожити в лісі, в дикій місцевості. Розведення вогню підручними засобами, будівництво житла за допомогою того, що можна забрати з собою в гущавину лісу, видобуток і приготування їжі, визначення рослин, вміння робити нові підручні інструменти за допомогою вже наявних (наприклад лучкову пилку, коловорот, киянку, можна зробити на місці табору за допомогою наявних деталей). Це все було і є в пам'яті кожного народу на Землі. Просто такі люди, як Морс, збирають і систематизують ці знання. Але Морс був не перший, хто почав говорити і писати про навички життя в лісі, як про науку або систему. Були й інші, одним з перших, якщо не найпершим, хто написав книгу про це, був американський траппер Хорас Кепхарт.
Бушкрафт завжди поєднується із такими заняттями, як риболовля, полювання, сталкерство, спелеотуризм тощо.
Зважаючи на різноманітність термінів та понять для визначення «бушкрафту», можна систематизовано визначити дане поняття наступним тезисом: Бушкрафт — це сукупність знань та навичок виживання в дикій природі за допомогою поєднання людських та природних засобів та інструментів, які покликані симулювати перебування людини в умовах автономного виживання, водночас забезпечуючи людину гармонійним та комфортним життям в дикій природі.